# FK Prykarpattja
Futbolnyj klub Prykarpattja (ukrajinsky: Футбольний клуб «Прикарпаття») je ukrajinský fotbalový klub sídlící ve městě Ivano-Frankivsk. Klub byl založen v roce 1998.
Své domácí zápasy odehrává na stadionu Ruch s kapacitou 6 500 diváků.

## Umístění v jednotlivých sezonách
Zdroj: 
Legenda: Z - zápasy, V - výhry, R - remízy, P - porážky, VG - vstřelené góly, OG - obdržené góly, +/- - rozdíl skóre, B - body, červené podbarvení - sestup, zelené podbarvení - postup, fialové podbarvení - reorganizace, změna skupiny či soutěže
| Ukrajina (2003 – ) |                |        |    |   |   |   |    |    |     |   |        |
| Sezóny             | Liga           | Úroveň | Z  | V | R | P | VG | OG | +/- | B | Pozice |
| 2003               | AAFU – sk. I   | 4      | 8  | 2 | 3 | 3 | 7  | 6  | +1  | 9 | 5.     |
| ...                |                |        |    |   |   |   |    |    |     |   |        |
| 2016               | AAFU – sk. III | 4      | 6  | 1 | 3 | 2 | 7  | 12 | -5  | 6 | 4.     |
| 2016/17            | Druha liha     | 3      | 34 |   |   |   |    |    |     |   |        |